# Apatura junoniae
Apatura junoniae är en fjärilsart som beskrevs av Leonardo De Prunner 1798. Apatura junoniae ingår i släktet Apatura och familjen praktfjärilar. Inga underarter finns listade i Catalogue of Life.